# Lutz D. Schmadel
Lutz Dieter Schmadel (* 2. Juli 1942 in Berlin; † 21. Oktober 2016) war ein deutscher Astronom, der am Astronomischen Rechen-Institut (ARI) an der Universität Heidelberg arbeitete.

## Leben und Wirken
Schmadel wurde 1942 als Sohn des Journalisten Walter Schmadel in Berlin geboren.
Schmadel untersuchte insbesondere die Bahneigenschaften von Asteroiden (Planetoiden). Er entdeckte selbst mehrere dieser Kleinkörper des Sonnensystems, darunter (8661) Ratzinger, (10114) Greifswald, (11508) Stolte und (15728) Karlmay.
Er ist der Autor des 1992 erstmals veröffentlichten Dictionary of Minor Planet Names. Dieses Nachschlagewerk erschien seither in mehreren Auflagen und enthält Informationen zur Entdeckung und Namensgebung von mehr als 17.000 Asteroiden (6. Auflage, 2012). Schmadel ist auch selbst Namensgeber eines Asteroiden: Der am 27. April 1977 entdeckte Asteroid des mittleren Hauptgürtels (2234) Schmadel wurde nach ihm benannt.
Seinerseits schlug er für seinen mit Freimut Börngen im September 1992 entdeckten Asteroiden mit der provisorischen Bezeichnung „1992 RY“ den Namen (21109) Sünkel vor – zu Ehren des auch in der Astrometrie tätigen Geodäten Hans Sünkel (TU Graz). Die Internationale Astronomische Union folgte diesem Vorschlag im Jahr 2006. Der Asteroid ist etwa 500 Millionen Kilometer von der Erde entfernt, wie die meisten im Asteroiden-Hauptgürtel.

## Publikationen (Auswahl)
- Untersuchungen zur Prozessrechner-Steuerung der 2.2-m-Teleskope des Max-Planck-Instituts für Astronomie. Dissertation, Universität Heidelberg, Naturwissenschaftliche Gesamtfakultät, 1974
- Dictionary of Minor Planet Names (5th Edition). Springer Verlag, Berlin/Heidelberg 2003, ISBN 3-540-00238-3 (Teildigitalisat).
- Dictionary of Minor Planet Names (Addendum to the 5th Edition: 2003–2005). Springer Verlag, Berlin/Heidelberg 2006, ISBN 3-540-34360-1.
- Dictionary of Minor Planet Names (Online Edition). Springer Verlag, Berlin/Heidelberg 2007, ISBN 978-3-540-29925-7.
- Dictionary of Minor Planet Names (Addendum to the 5th Edition: 2006–2008). Springer Verlag, Berlin/Heidelberg 2009, ISBN 978-3-642-01964-7.
- Dictionary of Minor Planet Names (6th Edition). 2 Bände, Springer Verlag, Berlin/Heidelberg 2012, ISBN 978-3-642-29717-5 (Teildigitalisat).
- Dictionary of Minor Planet Names (Addendum to the 6th Edition: 2012–2014). Springer Verlag, Cham/Heidelberg/New York/Dordrecht/London 2015, ISBN 978-3-319-17676-5, ISBN 978-3-319-17677-2 (E-Book).